# Győri kistérség

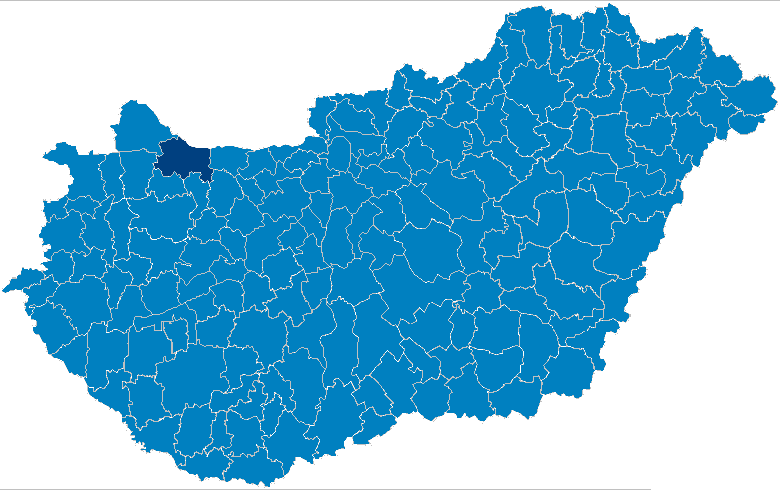
A Győri kistérség

A Győri kistérség egy kistérség volt Győr-Moson-Sopron megyében, központja Győr volt. 2014-ben az összes többi kistérséggel együtt megszűnt.

## Települései
| Abda         | Bőny       | Börcs      | Dunaszeg       | Dunaszentpál |
| Enese        | Gönyű      | Győr       | Győrladamér    | Győrújbarát  |
| Győrújfalu   | Győrzámoly | Ikrény     | Kisbajcs       | Koroncó      |
| Kunsziget    | Mezőörs    | Nagybajcs  | Nagyszentjános | Nyúl         |
| Öttevény     | Pér        | Rábapatona | Rétalap        | Töltéstava   |
| Vámosszabadi | Vének      |            |                |              |